# Santa Magdalena de Ribalera
Santa Magdalena de Ribalera, o de Farrera, és una antiga capella romànica del terme municipal de Farrera, a la comarca del Pallars Sobirà. És a l'extrem oriental del terme municipal, a tocar ja amb el de les Valls de Valira, de la comarca de l'Alt Urgell. De fet, queda més a prop del poble valirenc de Civís que no pas de Farrera. És a la dreta del riu de Santa Magdalena, en el vessant sud-est del Cap de l'Orri Vell i a migdia de les Bordes de Bedet.
Es conserven poques referències documentals d'aquesta església, integrada al segle xv a l'Oficialat de Tírvia, del vescomtat de Castellbò, i consta ja com a despoblat en aquell moment. De l'antic poblat de la Ribalera, només en queda aquesta capella.